# He Wasn't Man Enough
Singles de Toni Braxton
How Could An Angel Break My Heart
(1997) Just Be A Man About It
(2000)
Pistes de The Heat
The Heat
He Wasn't Man Enough est une chanson de l'artiste américaine Toni Braxton, issue de son troisième album, The Heat et sortie en single le 7 mars 2000 sous le label LaFace Records.
De par ce single qui est un succès mondial, Toni Braxton remporte une récompense pour la meilleure performance R&B féminine vocale lors de la cérémonie des Grammy Awards en 2001.

## Genèse
He Wasn't Man Enough est le premier single de l'album The Heat, sorti en 2000. La chanson est écrite par Rodney Jerkins, Fred Jerkins III, LaShawn Daniels et Harvey Mason, Jr. puis produite par Darkchild. La chanson a été enregistrée aux États-Unis entre janvier et février 2000,.

## Accueil commercial
He Wasn't Man Enough sort en single le 7 mars 2000. Aux États-Unis, la chanson entre à la 63e place du Billboard Hot 100 le 18 mars 2000. Elle atteint finalement la seconde place le 6 mai juste derrière Maria Maria de Santana. Elle est également numéro un dans le Hot R&B/Hip-Hop Songs et atteint la seizième position du Hot Dance Club/Play. Elle est certifiée disque d'or le 15 may 2000 par la Recording Industry Association of America (RIAA) pour la vente de 500 000 exemplaires. La chanson termine à la dixième position du classement annuel en 2000. Au Canada, He Wasn't Man Enough devient le premier numéro un de Braxton.
Mondialement, He Wasn't Man Enough reçoit un succès modéré. En Australie et en Nouvelle-Zélande, la chanson est numéro cinq et est certifiée disque d'or par l'Australian Recording Industry Association (ARIA) pour la vente de 35 000 exemplaires dans le pays,,. En Europe, la chanson atteint la cinquième position du Eurochart Hot 100. Au Royaume-Uni, elle débute à la cinquième place du UK Singles Chart et ne va pas plus haut que cette position. Ailleurs, la chanson atteint le top 5 au Danemark et aux Pays-Bas ainsi que le top 10 en Wallonie, en Espagne, en Suède et en Suisse.

## Vidéoclip
Le vidéoclip qui illustre la chanson est réalisé par Bille Woodruff. Elle y dévoile Toni en dessin animé au début en train de combattre des méchants, puis se poursuit en réel avec Toni allant en discothèque avec ses amies et sa sœur Tamar, persuade une femme de ne pas se marier avec un homme qui joue double jeu, alternant avec des scènes ou Toni danse avec des danseuses Toni Braxton He Wasn't Man Enough vidéo officielle Youtube

## Récompenses
De par le single He Wasn't Man Enough, qui est un succès mondial, Toni Braxton remporte une récompense pour la meilleure performance R&B féminine vocale lors de la cérémonie des Grammy Awards en 2001.

## Classements par pays
| Classement (2000)                       | Meilleure position |
| --------------------------------------- | ------------------ |
| Allemagne (Media Control AG)            | 20                 |
| Australie (ARIA)                        | 5                  |
| Belgique (Flandre Ultratop 50 Singles)  | 14                 |
| Belgique (Wallonie Ultratop 50 Singles) | 8                  |
| Canada (RPM)                            | 1                  |
| Danemark (Tracklisten)                  | 5                  |
| Espagne (Promusicae)                    | 6                  |
| Europe (Eurochart Hot 100)              | 5                  |
| France (SNEP)                           | 14                 |
| Irlande (IRMA)                          | 12                 |
| Norvège (VG-lista)                      | 13                 |
| Nouvelle-Zélande (RMNZ)                 | 5                  |
| Pays-Bas (Nederlandse Top 40)           | 4                  |
| Royaume-Uni (UK Singles Chart)          | 5                  |
| Suède (Sverigetopplistan)               | 10                 |
| Suisse (Schweizer Hitparade)            | 7                  |
| États-Unis (Hot 100)                    | 2                  |
| États-Unis (R&B/Hip-Hop Songs)          | 1                  |
| États-Unis (Dance Club Songs)           | 16                 |

| Pays (2000)         | Position |
| ------------------- | -------- |
| Australie           | 72       |
| Belgique (Flandre)  | 62       |
| Belgique (Wallonie) | 22       |
| Pays-Bas            | 42       |
| Suède               | 99       |
| Suisse              | 33       |
| États-Unis          | 10       |

### Certifications
| Pays       | Certification |
| ---------- | ------------- |
| Australie  | Or            |
| États-Unis | Or            |